# Dagmar Cronn
Signe Dagmar Alexandra Cronn, född 26 april 1890 i Oskarshamns församling i Kalmar län, död 15 april 1968 i Oscars församling i Stockholm, var en svensk journalist.
Dagmar Cronn var dotter till brädsorteraren Per August Emil Petersson och Ida Josefina Karlsson.
Cronn hade inte ekonomisk möjlighet att studera men utbildade sig inom banktjänstemannabanan. Hon fick en specialutbildning på Svenska Handelsbankens sekretariat, och anställdes 1925 som assistent åt SvD:s handelsredaktör E. Klarin. 1933 efterträdde hon sin chef som redaktör för SvD:s Handelsredaktion, en tjänst hon skötte till sin pension 1959. Cronn var unik i sin position: under denna tid hade kvinnliga reportrar svårt att få uppdrag utanför tidningarnas "kvinnosida" över huvud taget, och att bli chef för handelssidan, vilket uppfattades som det kanske mest "manliga" reviret av alla ämnen på en tidning, var en bedrift. Hon var den första kvinnan i svensk presshistoria som hade den positionen, och ingen annan kvinna hade en sådan tjänst i Sverige under hennes tid - nästa var civilekonomen Monika Olsson, som fick samma tjänst på DN 1959.
Hennes chef Ivar Anderson sade om henne: "Denna för en kvinlig medarbetare så unika post skötte hon förnämligt, tack vare sina kunskaper och för att hon själv var en märklig personlighet. Hennes avdelning fick ett allmänt och högt erkännande som i sin tur höjde hela tidningens anseende".